# Zadzik-Kapelle

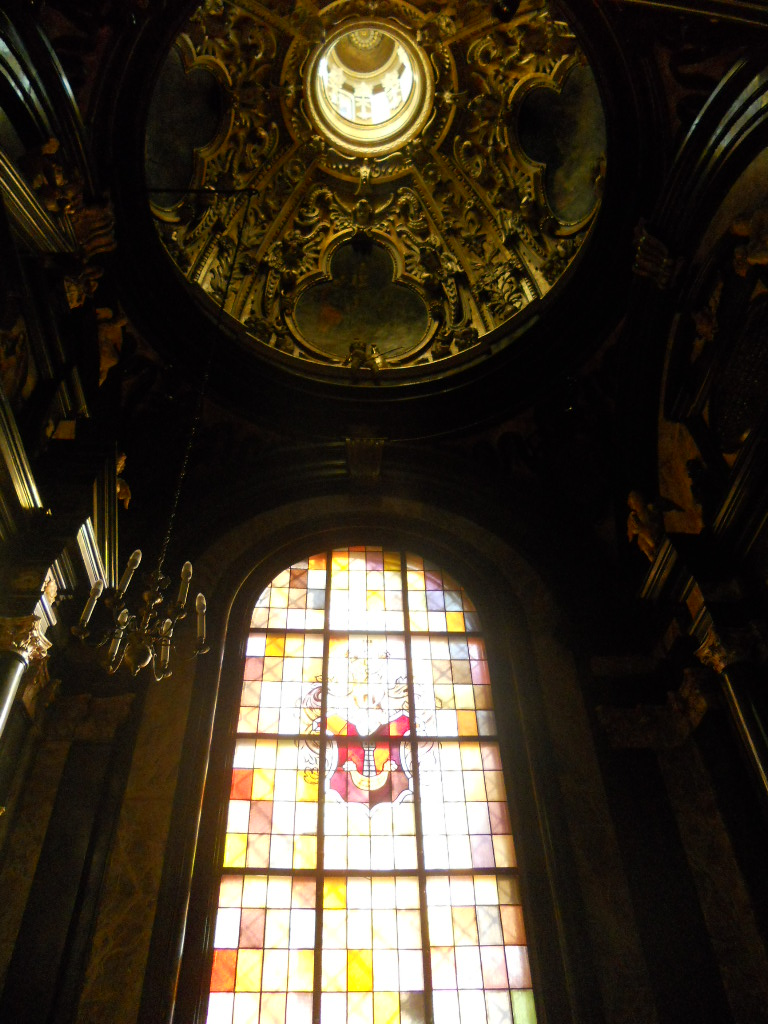
Kuppel

Die Zadzik-Kapelle (polnisch Kaplica Zadzika) ist eine der 19 Kapellen, die die Krakauer Kathedrale umgeben. Sie wird auch Kościelecki-Kapelle genannt. Sie ist Johannes dem Täufer geweiht und befindet sich im südlichen Chorumgang.

## Geschichte
Die Kapelle wurde um 1351 im gotischen Stil gebaut. Sie wurde um 1515 im Renaissance-Stil für den verstorbenen Krakauer Burggrafen Andrzej Kościelecki umgebaut. Ein erneuter Umbau, diesmal im Stil des Barock, erfolgte für Bischof Jakub Zadzik in den Jahren von 1642 bis 1647. Die gotische Inneneinrichtung (Chorgestühl und Altäre) wurden an Kirchen im Krakauer Umland vergeben. Ab dem 17. Jahrhundert wurden die Anwärter auf die polnische Krone vor der Krönung auf die Zeremonie in der Kapelle vorbereitet.

## Krypta
In der Kapelle wurden nacheinander bestattet:
- Burggrafen Andrzej Kościelecki
- Bischof Jakub Zadzik

## Innenraum
Das Altarbild schuf im Jahr 1834 Wojciech Stattler. Er hat auf dem Gemälde Johannes dem Täufer die Gesichtszüge von Adam Mickiewicz gegeben. Die barocke Innenausstattung wird Sebastian Sala zugeschrieben.

## Quelle
- Michał Rożek: Krakowska katedra na Wawelu. Wydawnictwo św. Stanisława BM Archidiecezji Krakowskiej, Kraków 1989